# Мулацано
Мулаца̀но (на италиански: Mulazzano, на западноломбардски: Mulasan, Мюласан) е градче и община в Северна Италия, провинция Лоди, регион Ломбардия. Разположено е на 91 m надморска височина. Населението на общината е 5683 души (към 2013 г.).